# Eulobomyia neotropica
Eulobomyia neotropica là một loài ruồi trong họ Tachinidae.